# Ismael Íñiguez
Ismael Íñiguez González (23 de julho de 1981) é um futebolista profissional mexicano que atua como meia-atacante.

## Carreira
Ismael Íñiguez representou a Seleção Mexicana de Futebol nas Olimpíadas de 2004.